# E25 (Ecuador)
De E25 of Troncal de la Costa (Noord-zuidweg van de kust) is een primaire nationale weg in Ecuador. De weg loopt van San Miguel de los Bancos via Guayaquil naar de Peruviaanse grens en is 664 kilometer lang.
Het logo van de E25 is een vlinder. 